# Mediacom
Mediacom est une entreprise américaine spécialisée dans les télécommunications notamment en tant que fournisseur d'accès internet. Son siège est situé à Blooming Grove dans l'État de New York.

## Historique
Le 6 août 2021, Mediacom prolonge un contrat pluriannuel de diffusion avec Disney Media Distribution et propose ACC Network en plus des chaînes comme ESPN, FX et National Geographic.

## Liens
- (en) Site officiel